# Maria Kleine-Gartman
Maria Johanna Kleine-Gartman (Den Haag, 31 december 1818 – Amsterdam, 30 september 1885) was een gevierd Nederlands actrice. Ze stamde uit een bekende toneelfamilie: Johannes Jelgerhuis was haar grootvader. In 1836 trouwde ze met de violist Leonard Kleine. Ze kregen één dochter, Maria Johanna, die overleed in 1863.
Maria Gartman kreeg, evenals haar zus Alida, in 1834 een contract als leerling-toneelspeelster bij de Amsterdamse Stadsschouwburg. In 1836 kreeg ze een volwaardig contract. Hier speelde ze tot 1846 zonder op te vallen. Haar roem begon met haar overstap naar de Salon des Variétés van Jean Eugène Duport (1815-1882). Hier was ze tien jaar aan verbonden. 
Vanaf de oprichting in 1873 was ze (de eerste) docente aan de Amsterdamse Toneelschool. In 1885 vierde ze haar 50-jarig toneeljubileum en nam ze tegelijkertijd afscheid, met de voorstelling "Juffrouw Serklaas" geschreven door Hendrik Jan Schimmel. Deze voorstelling werd door heel Nederland opgevoerd en bij elke voorstelling viel Kleine-Gartman een groot eerbetoon ten deel. Ze overleed in hetzelfde jaar in haar huis in Amsterdam.
Ze werd begraven op de Oosterbegraafplaats, waarna haar graf in 1897 werd verplaatst naar De Nieuwe Oosterbegraafplaats. 

## Varia
- Kleine-Gartman was erelid van de genootschappen Felix Meritis en Arti et Amicitiae.
- Op 21 april 1872 kreeg ze de gouden medaille voor verdienste toegekend door koning Willem III.
- Het Kleine-Gartmanplantsoen in Amsterdam, naast het Leidseplein, is naar haar vernoemd.